# Bill Miller (Stabhochspringer)

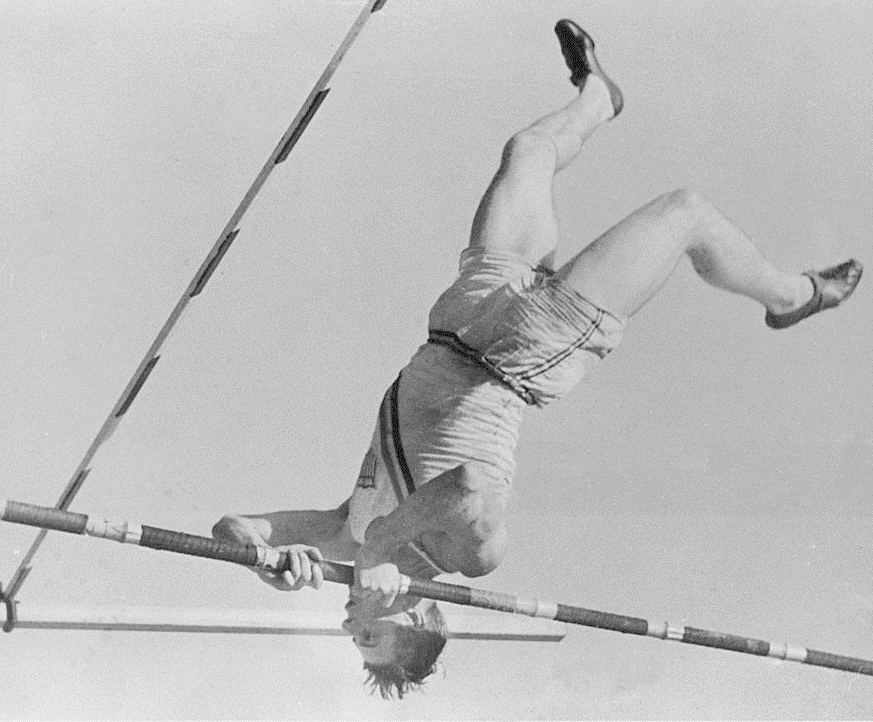
Bill Miller 1932

Bill Miller (eigentlich William Waring Miller; * 1. November 1912 in Dodge City, Kansas; † 13. November 2008 in Paradise Valley, Arizona) war ein US-amerikanischer Stabhochspringer und Olympiasieger.
Am 16. Juli 1932 bei den US-Trials übersprang William Graber 4,37 Meter und verbesserte den Weltrekord von Lee Barnes um sieben Zentimeter. Zweiter wurde der junge Bill Miller, der mit 4,30 Meter den alten Weltrekord einstellen konnte.
Bei den Olympischen Spielen 1932 wurde Graber mit 4,15 Meter nur Vierter, während Miller seine persönliche Bestleistung auf 4,315 Meter steigern konnte und Olympiasieger wurde. 
Bill Miller war 1,72 m groß und wog in seiner aktiven Zeit 79 kg.